# Бирлестик (Акмолинская область)
Бирлестик (каз. Бірлестік) — посёлок в Зерендинском районе Акмолинской области Казахстана. Административный центр сельского округа имени Сакена Сейфуллина. Код КАТО — 115673100.

## География
Посёлок расположен на севере района, в 70 км на север от центра района села Зеренда.

### Улицы[2]
- микрорайон Гок,
- ул. Бирлестик,
- ул. Новая,
- ул. Сакена Сейфуллина,
- ул. Сарыозек,
- ул. Советская,
- ул. Спортивная,
- ул. Степная.

### Ближайшие населённые пункты
- село Жанатлек в 5 км на севере,
- село Донгулагаш в 11 км на юго-западе,
- село Васильковка в 13 км на юго-востоке,
- село Конысбай в 14 км на юге,
- село Сейфуллино в 14 км на западе.

## Население
В 1989 году население посёлка составляло 2443 человек. 
В 1999 году население посёлка составляло 898 человек (426 мужчин и 472 женщины). По данным переписи 2009 года, в посёлке проживало 648 человек (335 мужчин и 313 женщин).
| Численность населения | Численность населения | Численность населения |
| 1989                  | 1999                  | 2009                  |
| --------------------- | --------------------- | --------------------- |
| 2443                  | ↘898                  | ↘648                  |